# Cleisostoma samarindae
Cleisostoma samarindae là một loài thực vật có hoa trong họ Lan. Loài này được (Schltr.) Garay mô tả khoa học đầu tiên năm 1972.